# Tebeosfera
Tebeosfera est une revue scientifique électronique trimestrielle consacrée à l'étude des médias qui concernent le graphisme de la culture populaire en espagnol, y compris la bande dessinée, le dessin animé, l'illustration, pulpe de romans, le cinéma ou les jeux vidéo. Le fondateur et directeur de Manuel Barrero, le directeur adjoint est Javier Alcazar et de la coordinateur d'édition est Félix López. Le journal emploie l'évaluation par les pairs, double et anonyme, dispose d'un comité scientifique et est indexé par Latindex, DOAJ, REDIB, DRJI, ERIH PLUS et Dialnet. Son ISSN est 1579-2811.

## Historique
Sa première édition date du 22 décembre 2001, avec 19 numéros dans sa première période, dont le dernier est daté du 30 décembre 2005. En 2006, Astiberri Ediciones a publié un livre de 304 pages intitulé Tebeosfera, compilant des essais précédemment publiés sur le site web, accompagnés d'autres inédits, écrits pour l'occasion.
Le 4 juillet 2008, une deuxième période a commencé, dont 14 numéros sont parus, se transformant également en une base de données sur le media appelé 'Gran catálogo de la historieta', couvrant initialement la période 1880-1992 et qui a ensuite été élargie, actuellement en constante mise à jour, avec plus de 380 000 notices (30 000 collections et 340 000 numéros catalogués), et 6 000 ouvrages théoriques.
En 2009, Tebeosfera a été créée en tant qu'association culturelle indépendante à but non lucratif sous le nom d'Asociación Cultural Tebeosfera (ACyT), dans le but de promouvoir l'étude et le catalogage de la bande dessinée, fait appel les collectionneurs, les théoriciens, les fans et autres parties intéressées à y adhérer, en s'associant pour poursuivre le travail de récupération du patrimoine de la bande dessinée du pays.
En septembre 2016, un nouveau design du site Tebeosfera.com est présenté avec de nouvelles fonctionnalités telles que la section "Mon. Tebeosfera" qui facilite l'interaction avec d'autres utilisateurs et permet de rassembler des collections de bandes dessinées en ligne ; une amélioration du Grand Catalogue, qui étend son champ d'action à d'autres supports connexes de la culture graphique tels que l'illustration, le roman populaire, les jeux ou le cinéma ; et également une nouvelle étape de la revue Tebeosfera, son troisième période, qui paraîtra à partir de ce moment sur une base trimestrielle, jusqu'en 2019, date à laquelle sa périodicité a été changé en quadrimestriel.